# Ksenia Jastsenjski
Ksenia Jastsenjski (Servisch: Ксенија Јастсењски) (Belgrado, 2 september 1982) is een kunstschaatsster uit Servië.
Jastsenjski is actief als individuele kunstschaatsster en werd gecoacht door Ana Cule, Vojislava Popovic en Vladimir Kaprov.
| records             | punten | datum      | toernooi |
| ------------------- | ------ | ---------- | -------- |
| Hoogste totaalscore | 00.00  |            |          |
| Hoogste korte kür   | 30.30  | 25-01-2008 | EK 2008  |
| Hoogste lange kür   | 00.00  |            |          |

## Belangrijke resultaten
| Kampioenschap           | 1996 | 1997 | 1998   | 1999 | 2000 | 2001   | 2002 | 2003 | 2004 | 2005 | 2006 | 2007 | 2008 | 2009 |
| ----------------------- | ---- | ---- | ------ | ---- | ---- | ------ | ---- | ---- | ---- | ---- | ---- | ---- | ---- | ---- |
| Wereldkampioenschap     |      |      |        |      |      | 47e    | 39e  |      | 37e  |      | 19B  | 43e  | 42e  | 49e  |
| Europees Kampioenschap  |      |      |        |      |      |        | 33e  |      |      |      | 31e  | 35e  | 37e  |      |
| WK Junioren             |      |      |        | 39e  | 45e  | 43e    | 45e  |      |      |      |      |      |      |      |
| Nationaal Kampioenschap |      |      |        |      |      | Zilver | Goud | Goud | Goud | Goud | Goud | Goud |      |      |
| NK Junioren             | Goud | Goud | Zilver | Goud | Goud |        |      |      |      |      |      |      |      |      |